# Atomisme logique
L'atomisme logique, hérité par bien des aspects des travaux de Gottlob Frege au cours du XIXe siècle, est une doctrine philosophique soutenue par Bertrand Russell et Ludwig Wittgenstein au cours de la première partie du XXe siècle. Fondé sur le rejet du monisme idéaliste de type hégélien et la reconnaissance d'un pluralisme irréductible dans le monde, l'atomisme logique reçoit avec Russell et son élève Wittgenstein deux versions différentes. Le mot d'« atomisme logique » est  dû à Russell lui-même, et apparaît pour la première fois dans La philosophie de l'atomisme logique.

## L'atomisme russellien
Chez Frege, et dans la logique du premier ordre contemporain, la vérité des propositions est fonction des éléments qui constituent cette proposition. Ainsi, en analysant ces éléments, il est possible de déterminer la valeur de vérité de n'importe quelle proposition.
La thèse défendue par Russell est que ces éléments ultimes sont à la fois des particuliers, c'est-à-dire des sons, des images, des sensations ponctuelles, et des universaux, qui sont les prédicats et les relations de ces particuliers. Les particuliers et les prédicats sont les atomes de notre connaissance, les constituants primitifs que nous saisissons dans le monde et à partir desquels notre connaissance est élaborée. Ainsi, l'atomisme logique n'est pas un atomisme physique, puisque l'on essaie de dégager des atomes logiques qui vont constituer la connaissance, et non des atomes physiques.
À partir des particuliers et des prédicats, et en leur joignant les différents connecteurs logiques, il devient possible de former une proposition. La proposition la plus simple est la proposition atomique, constituée uniquement d'un particulier et d'un prédicat, de la forme F(a). Elle dit simplement qu'un particulier a est F. Cette proposition se rapporte à un fait, qui est le critère de la vérité de la proposition.
Ainsi, l'atomisme logique est accompagné d'une thèse ontologique: le monde est constitué de faits. Ces faits sont un certain état de ce monde, ils sont des unités discrètes et indépendantes de l'esprit humain. Les faits admettent aussi une analyse. Les faits atomiques correspondent aux propositions atomiques. Et les faits plus complexes correspondront aux propositions complexes (les propositions moléculaires).
L'atomisme logique est une réaction à la philosophie idéaliste de Hegel. Russell a en effet reçu une formation philosophique marquée par cet idéalisme, doctrine alors dominante en Angleterre, et défendue par les neo-hégéliens comme Bradley. Pour les idéalistes, le tout a un privilège ontologique et épistémologique sur les parties. Le tout est le sujet de toute prédication (ce qui amène à la thèse critiquée par Russell des relations internes), et est aussi l'objet principal de notre connaissance. La connaissance des parties n'est qu'une abstraction de la connaissance de la totalité.
La distinction qu'établit Russell entre les prédicats et les relations, nouveauté rendue possible par la nouvelle logique et que la logique traditionnelle fondée sur le modèle du sujet et du prédicat ne pouvait pas voir, est très importante pour comprendre la nature de l'erreur commise par la thèse des relations internes. Dans une proposition comme « Pierre est plus grand que Paul », la logique traditionnelle jugera que « Pierre » est le sujet de la phrase, et « est plus grand que Paul » le prédicat. Ainsi, être plus grand que Paul devient une propriété interne de Pierre, de la même façon que Pierre est un homme ou un musicien. Avec la logique moderne, on peut distinguer la proposition disant que Pierre est un homme, qui attribue un prédicat à Pierre, et celle qui dit qu'il est plus grand que Paul, qui établit une relation entre deux termes. Ainsi, la relation est externe dans la mesure où elle n'est plus un prédicat appartenant à Pierre. La relation n'implique donc plus une complexité interne du sujet, qui peut être un particulier. Et il est essentiel pour la théorie de la connaissance que de telles relations entre particuliers soient possibles, parce que ce sont elles qui permettront de construire des entités plus élaborées, comme des objets matériels, obtenus par l'association des sensations.
Russell soutient qu'il existe un isomorphisme entre notre connaissance et la nature du monde. Mais cela n'est vrai que pour un langage logique parfait, et pas pour le langage ordinaire. Dans un langage parfait, chaque proposition atomique qui constitue une proposition moléculaire correspond à chaque fait atomique constituant un fait complexe. Et la proposition moléculaire a la même forme logique que le fait qu'elle décrit. Ceci montre la nécessité d'une analyse logique du langage naturel, qui contient des ambiguïtés, et est source d'erreurs philosophiques. C'est dans ce cadre que s'inscrivent la théorie des types et la théorie de la Description définie.

## La version wittgensteinienne
Étudiant et ami de Russell, Ludwig Wittgenstein a lui aussi développé une philosophie atomiste logique dans ses années de jeunesse. Influencé par son professeur et l'influençant, Wittgenstein propose dans le Tractatus logico-philosophicus une théorie atomiste logique sensiblement différente de Russell.
Il affirme lui aussi que « le monde se décompose en faits », et que « la proposition est une image de la réalité », qui en reflète la structure logique. Mais Wittgenstein soutient, contrairement à son maître, que ce sont les faits et non les objets qui sont les atomes logiques du réel. Nulle analyse n'est possible au-delà du fait, l'objet étant inaccessible indépendamment du fait dans lequel il apparaît.

## Pérennité
On retrouvera dans la Construction logique du monde de Rudolf Carnap des éléments rappelant le réductionnisme frégéen et l'atomisme logique. Carnap analyse en effet notre représentation du monde comme une mise en relations de propositions protocolaires (qui sont des formulations rigoureuses d'une expérience sensible élémentaire) au moyen des règles logiques.
L'atomisme logique sera pourtant globalement abandonné par la suite. Les critiques de cette théorie viendront notamment de Wittgenstein lui-même dans une œuvre posthume ; les Recherches philosophiques montreront que le langage ne peut pas être envisagé comme un simple reflet de la structure du monde et qu'il n'a pas à être amélioré par la logique.